# Arik Soong
Arik Soong is een personage in de serie Star Trek: Enterprise, gespeeld door acteur Brent Spiner. In totaal kwam het personage in drie afleveringen voor: Borderland, Cold Station 12 en The Augments.

## Levensloop
Soong is een deskundige in genetica en heeft ooit een aantal genetisch gemodificeerde embryo's gestolen. Deze zogenaamde Augments ("verbeterden") voedde hij zelf op, maar hij werd door Starfleet gearresteerd toen hij op reis was. Daardoor waren deze "verbeterde" personen op zichzelf aangewezen en voedden ze zichzelf verder op. Hierbij raakten ze echter steeds fanatieker toegewijd aan de taak een supermensenras te stichten.
Het is twintig jaar na het vertrek van Soong, en de Augments stelen een Bird of Prey, een Klingonees oorlogsschip. De USS Enterprise NX-01 werd eropuit gestuurd om een oorlog met de Klingons te voorkomen. Om de zoektocht naar de voortvluchtigen te vergemakkelijken, besluit kapitein Jonathan Archer om Soong mee te nemen. Soong wordt echter door de Augments uit zijn cel bevrijd, waarna ze koers zetten naar Cold Station 12, een station waar nog 1800 andere genetisch gemodificeerde embryo's liggen opgeslagen. Soong komt er echter achter dat de Augments zijn vroegere lessen veel te ver hadden doorgetrokken, waarna hij de Bird of Prey ontvlucht en Archer helpt om de dreigende oorlog met de Klingons te voorkomen. Uiteindelijk kunnen de Augments op Cold Station 12 worden tegengehouden. Soong keert hierna weer terug naar de gevangenis.
Omdat Soong niet heeft kunnen bewijzen dat "verbeterde" mensen vreedzaam kunnen samenleven met andere volkeren en de toekomst van de mensheid zijn, bedenkt Soong dat het wellicht wel mogelijk is om kunstmatig leven te creëren door middel van cybernetica. Die voorspelling blijkt aardig te kloppen, omdat zijn achterkleinkind, dr. Noonien Soong (eveneens gespeeld door Brent Spiner), later onder andere de androïde Data construeert (ook een rol van Brent Spiner).